# Colapesce Dimartino
Colapesce Dimartino è un duo musicale italiano formatosi nel 2020 dalla collaborazione artistica tra i cantautori siciliani Lorenzo Urciullo, in arte Colapesce, e Antonio Di Martino, conosciuto semplicemente come Dimartino. Nel 2024 i cantanti prendono un periodo di pausa.

## Storia
Dopo aver pubblicato nell'estate 2020 I mortali, il primo album congiunto, il duo ha partecipato al Festival di Sanremo 2021 con il brano Musica leggerissima, classificandosi al quarto posto e vincendo il premio della Sala Stampa Radio TV-Web Lucio Dalla. Il brano ha riscosso molto successo, diventato uno dei tormentoni dell'estate 2021, aggiudicandosi cinque dischi di platino, piazzandosi per 7 settimane al primo posto della classifica FIMI e vincendo il premio SIAE di RTL 102.5 per l'estate 2021. In seguito viene pubblicata una riedizione dell'album I mortali². A settembre prendono parte ai SEAT Music Awards.
Dal 20 al 22 febbraio 2023 nelle sale cinema è stato distribuito il loro film La primavera della mia vita con pubblicazione annessa dell'omonimo album colonna sonora. Il duo partecipa anche al Festival di Sanremo 2023 con il brano Splash: si classifica al decimo posto e si aggiudica il Premio della Critica "Mia Martini" e il Premio della Sala Stampa Radio-TV-Web "Lucio Dalla". Proseguono poi nell'estate 2023 con Considera e sempre nello stesso periodo lanciano il nuovo album Lux Eterna Beach. L'anno seguente i due annunciano di voler prendersi un periodo di pausa.

## Discografia

### Album in studio
- 2020 – I mortali
- 2023 – Lux Eterna Beach

### Album Live
- 2024 – Archi, ottoni e preoccupazioni. Colapesce Dimartino dal vivo con l'orchestra

### Colonna sonora
- 2023 – La primavera della mia vita

## Filmografia
- 2022 – The Bad Guy - cameo 1x03
- 2023 – La primavera della mia vita